# Tosa Mitsuoki
Tosa Mitsuoki (japanisch 土佐 光起, Künstlername: Shunkaken (春可軒); geb. 21. November 1617; gest. 14. November 1691) war ein japanischer Maler der Tosa-Schule während der frühen Edo-Zeit.

## Leben und Werk
Tosa Mitsuoki  war der Sohn von Mitsunori. Er lebte zunächst in Sakai, zog dann 1634 nach Kioto. 1654 wurde er im Alter von 37 Jahren Oberhaupt des Amtes für Malerei (宮廷繪所預, Kyūtei e-dokoro azukari) am kaiserlichen Hof, er kam so zu einer Stellung, auf die er lange gewartet hatte. Mit dieser Ernennung wurde diese Position zum ersten Mal seit dem Ende der Muromachi-Zeit, also nach mehr als hundert Jahren, wieder besetzt. Damit erlebte die Tosa-Schule eine neue Periode des  Wohlstandes, die bis zum Ende der Edo-Zeit anhielt. 1681 überließ er seine Position seinem Sohn Mitsunari (光成; 1646–1710), legte die buddhistischen Gelübde ab und nahm den Namen Jōshō (常昭) an. 1685 erhielt er den Titel „Hōgen“. Mitsuoki stellte unter dem Namen Shūzan (周山) hervorragende Netsuke her, ausschließlich aus Holz.
Um den Tosa-Stil zu erneuern, führte Mitsuoki gezielt chinesische Malmethoden ein, so wie sie von der rivalisierenden Kanō-Schule benutzt wurden. Auch Maltechniken, wie sie von den chinesischen Malern während der Song- und Yuan-Dynastie zur Darstellung der Natur benutzt wurden, übernahm er. Während dies eine gewisse Abwendung von der Tosa-Tradition war, der es auf sehr detaillierte, manchmal etwas steife Ausführung ankam, entsprach die neue Malweise eher dem Geschmack der Zeit. 
Ab dieser Zeit erhielt die Tosa-Schule mit seinem Zweig, der Sumiyoshi-Schule, wieder regelmäßig Aufträge vom kaiserlichen Hofe und vom Shogunat. Allerdings hielten sich die Nachfahren Mitsuokis etwas zu streng an den nun gefundenen Stil, so dass nach ihm kein Maler der Schule mit besonderer Originalität zu verzeichnen ist.
Zu Mitsuokis Werken gehören die „Legenden von Ōdera“ (大寺縁起絵巻), das Stellschirm-Paar „Szenen von Itsukushima und Matsushima“ (厳島松島屏風) und „Chrysanthemen und Wachteln“ (菊に鶉図, Kiku ni uzura zu). – Mitsuoki zählt, zusammen mit Tokiwa Mitsunaga und Tosa Mitsunobu, zu den „Drei Meistern der Tosa-Schule“ (土佐三筆, Tosa Sampitsu).

## Bilder

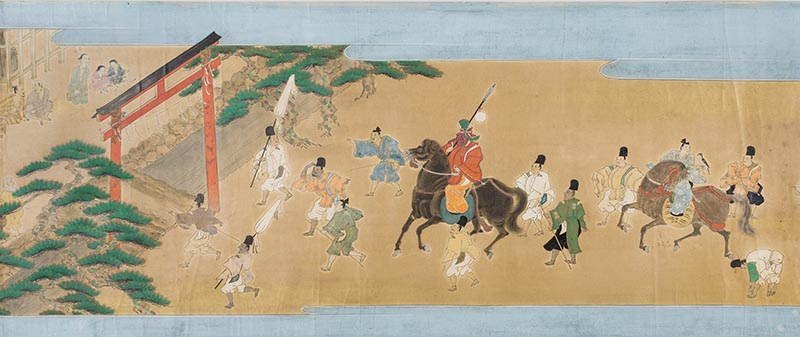
Ōdera Bildrolle (Detail)
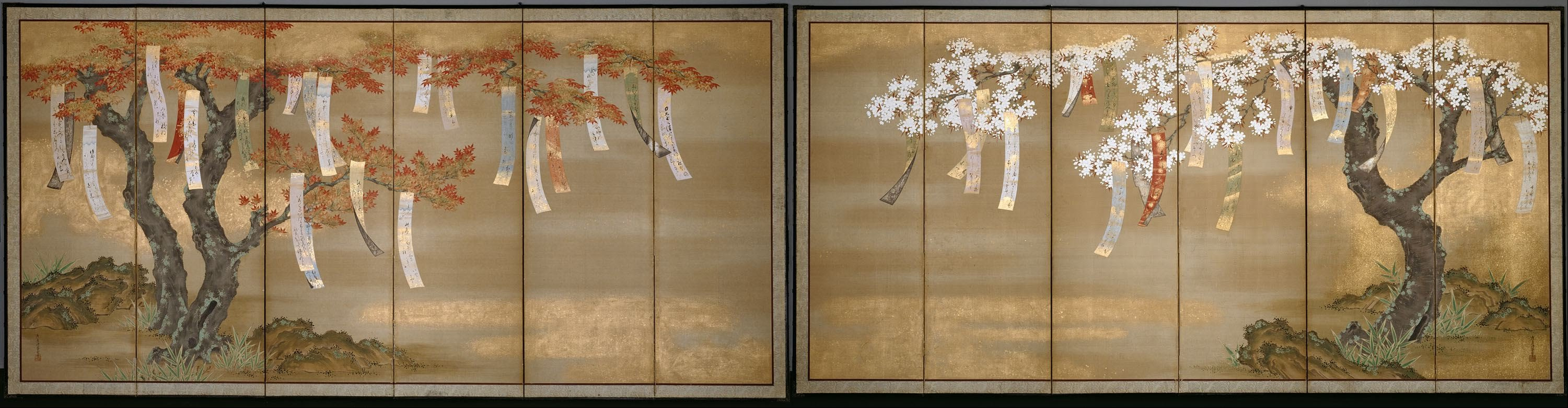
Kirschen und Ahorn
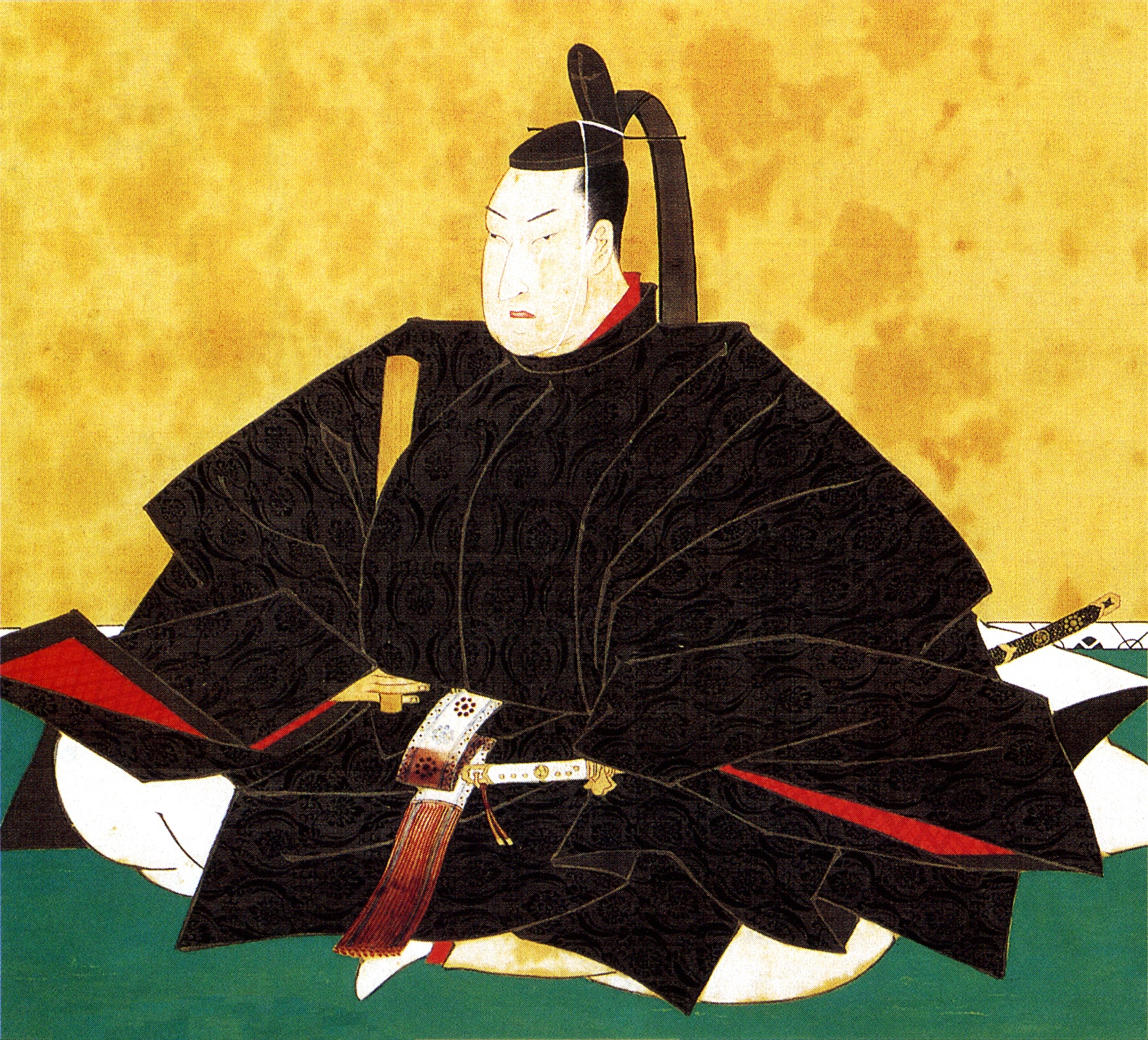
Tokugawa Tsunayoshi